# Parafia św. Matki Teresy z Kalkuty w Koszalinie
Parafia pw. św. Matki Teresy z Kalkuty w Koszalinie – rzymskokatolicka parafia należąca do dekanatu Koszalin, diecezji koszalińsko-kołobrzeskiej, metropolii szczecińsko-kamieńskiej.

## Historia
Parafia została erygowana przez biskupa Edwarda Dajczaka 1 marca 2009 r.

## Miejsca święte

### Kościół parafialny
Kaplica pw. św. Matki Teresy z Kalkuty w Koszalinie

### Kościoły filialne i kaplice
Kościół pw. Matki Boskiej Różańcowej w Jamnie